# Đường (thực phẩm)

Ảnh 3D phân tử đường mía

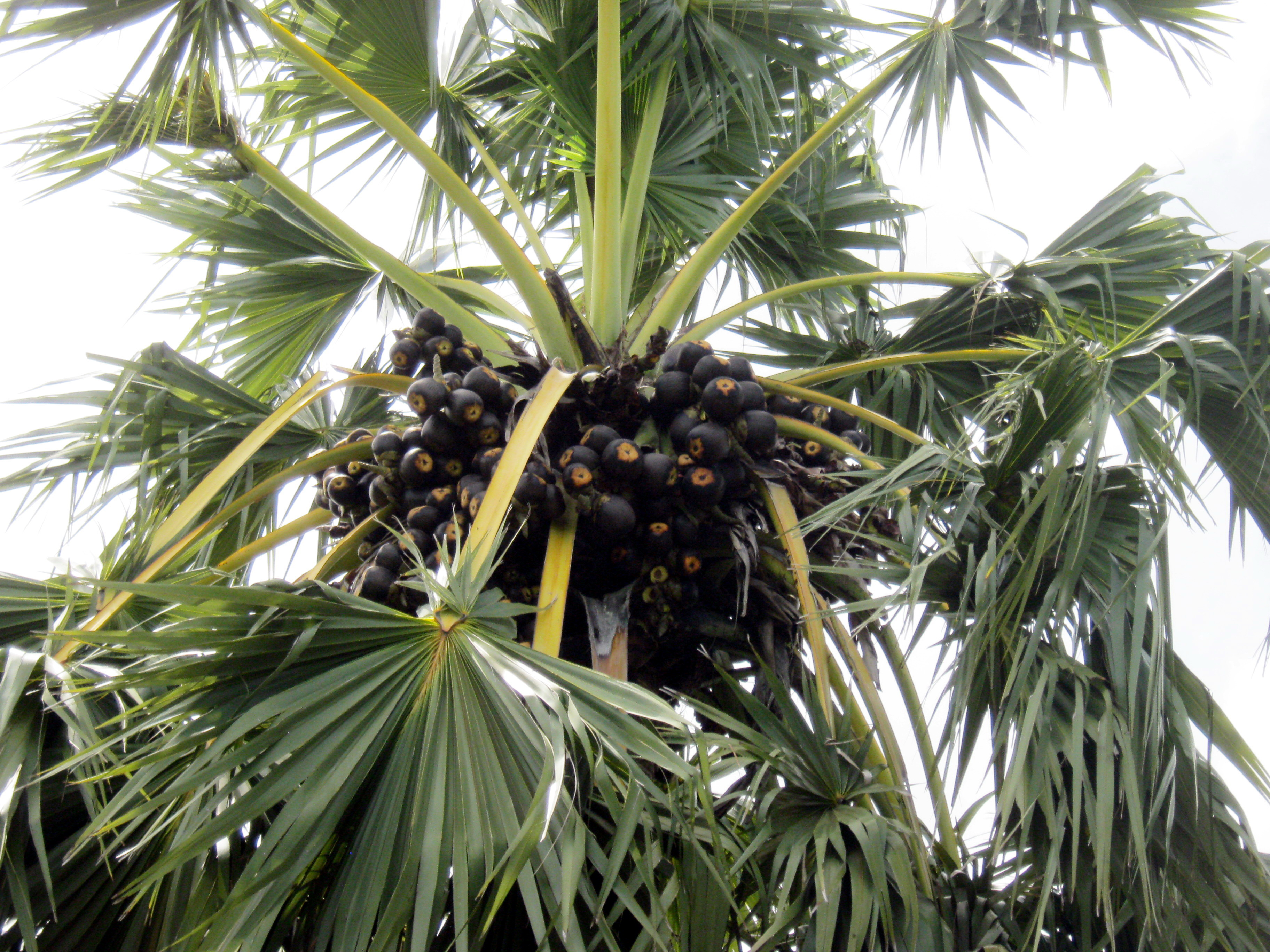
Cây thốt nốt (loại cây có chứa đường và người ta có thể dùng chúng để làm ra đường).

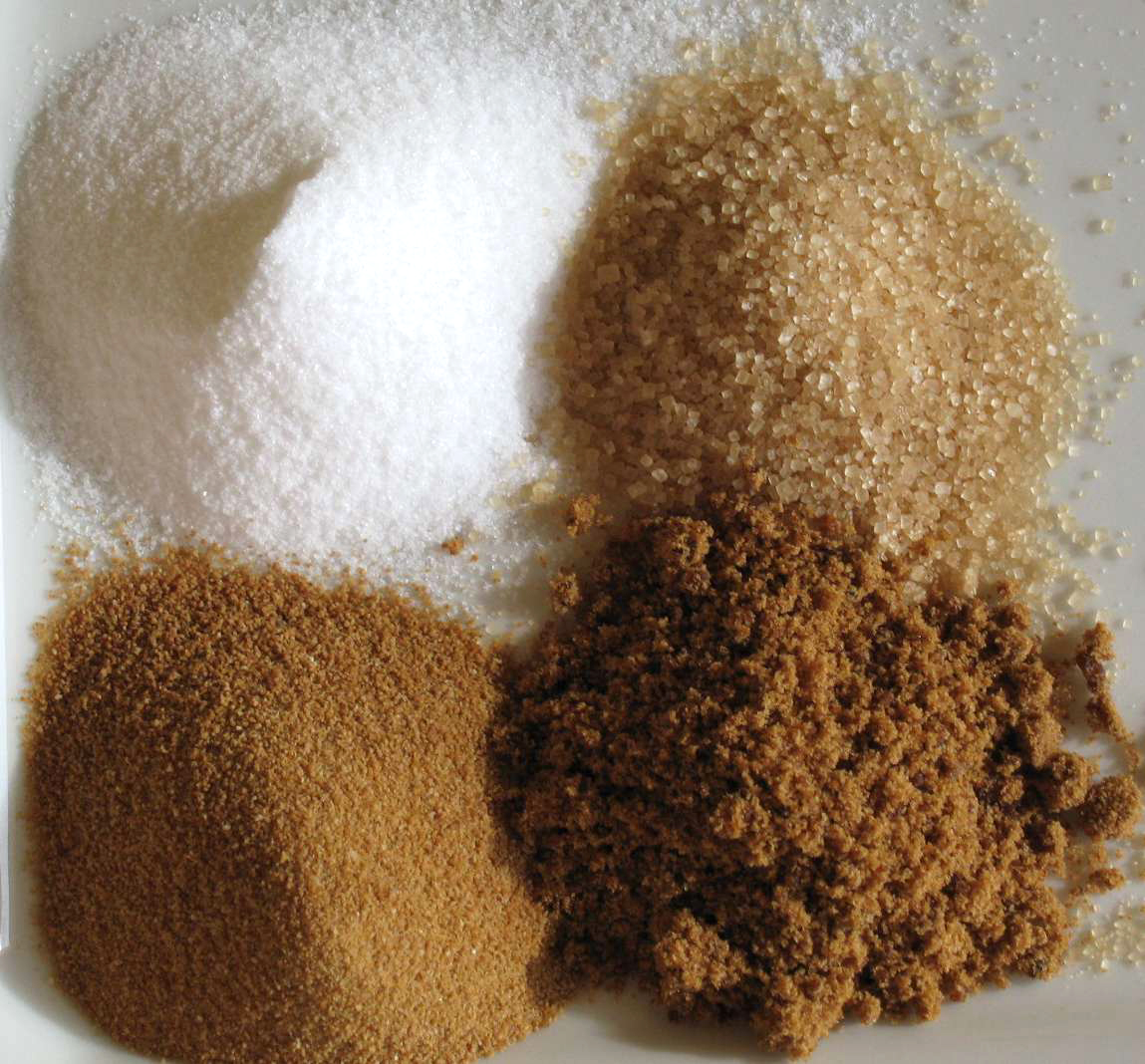
Đường (theo chiều kim đồng hồ từ trên cùng bên trái): đường trắng tinh chế, chưa tinh chế (đường vàng), đường mía chưa qua chế biến, đường màu nâu

Đường hay chính xác hơn là đường ăn là tên gọi chung của những hợp chất hóa học ở dạng tinh thể thuộc nhóm phân tử cacbohydrat.  Đường, đường hạt, hoặc đường thông thường, đề cập đến saccarose, một disaccharide bao gồm glucose và fructose.
Các loại đường đơn giản, còn được gọi là monosacarit, bao gồm glucose, fructose và galactose. Đường hỗn hợp, còn được gọi là disacarit hoặc đường đôi, là các phân tử bao gồm hai monosacarit nối với nhau bằng liên kết glycosid. Các ví dụ phổ biến là sucrose (đường ăn) (glucose + fructose), lactose (glucose + galactose) và maltose (hai phân tử glucose). Trong cơ thể, đường hỗn hợp được thủy phân thành đường đơn giản.
Các chuỗi dài hơn của monosacarit không được coi là đường và được gọi là oligosacarit hoặc polysacarit. Một số chất hóa học khác, chẳng hạn như glycerol và rượu đường, có thể có vị ngọt, nhưng không được phân loại là đường.

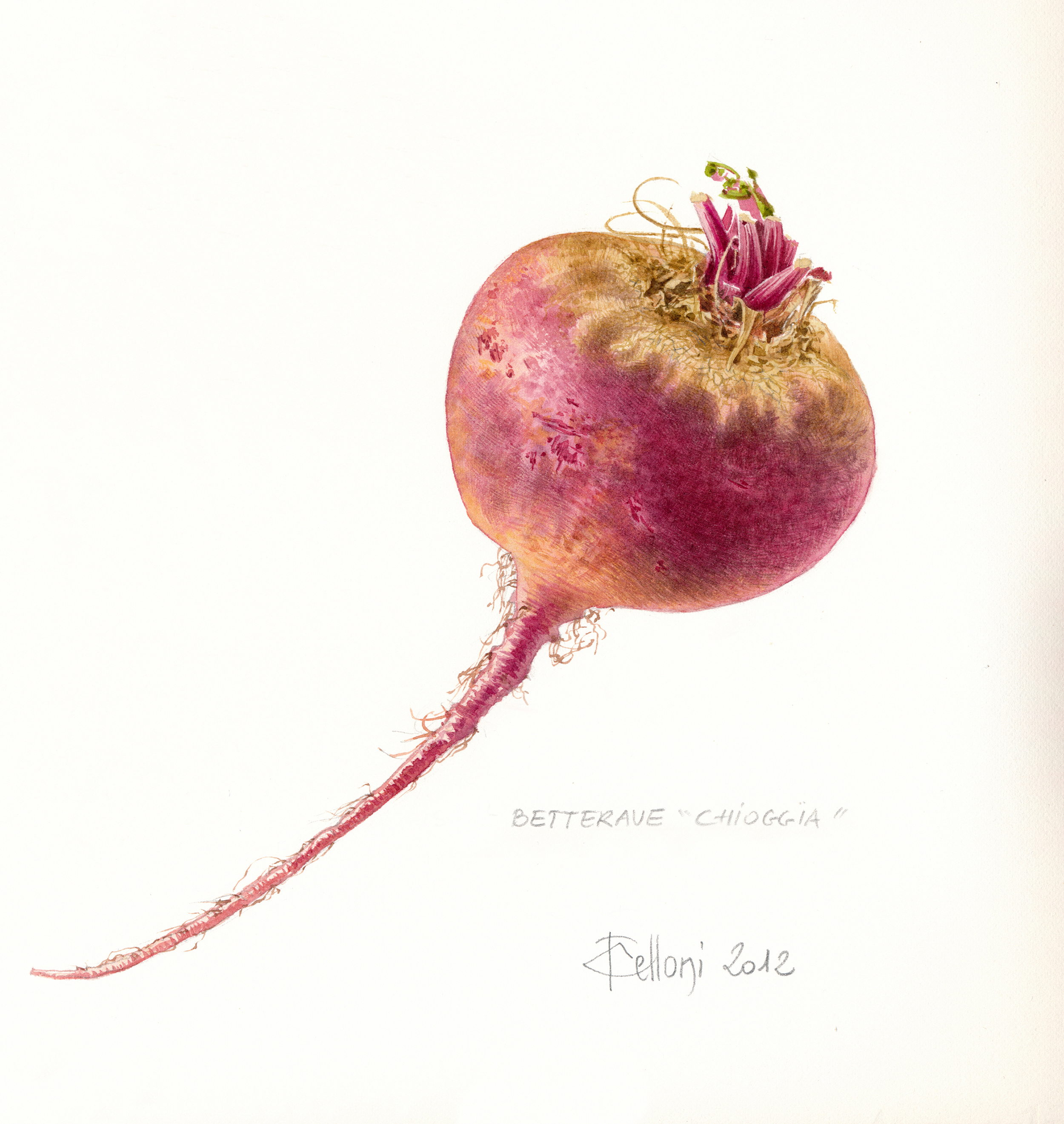
Củ cải đường (củ dền) có chứa đường nhưng ít được sử dụng để làm đường.

Đường được tìm thấy trong các mô của hầu hết các loại thực vật. Mật ong và trái cây là nguồn tự nhiên dồi dào của các loại đường đơn giản không giới hạn. Sucrose đặc biệt tập trung trong mía, củ cải đường, phong đường và thốt nốt, làm cho chúng trở nên lý tưởng để chiết xuất thương mại hiệu quả để làm đường tinh luyện. Năm 2016, sản lượng thế giới kết hợp của hai loại cây trồng này là khoảng hai tỷ tấn. Maltose có thể được sản xuất bằng hạt malting. Lactose là loại đường duy nhất không thể được chiết xuất từ thực vật. Nó chỉ có thể được tìm thấy trong sữa, bao gồm cả sữa mẹ và trong một số sản phẩm sữa. Một nguồn đường rẻ tiền là xi-rô ngô, được sản xuất công nghiệp bằng cách chuyển đổi tinh bột ngô thành đường, chẳng hạn như maltose, fructose và glucose.
Sucrose được sử dụng trong thực phẩm chế biến (ví dụ như bánh quy và bánh ngọt), đôi khi được thêm vào thực phẩm và đồ uống chế biến sẵn có bán trên thị trường và có thể được mọi người sử dụng làm chất làm ngọt cho thực phẩm (ví dụ bánh mì nướng và ngũ cốc) và đồ uống (ví dụ cà phê và trà). Một người trung bình tiêu thụ khoảng 24 kilôgam (53 lb)   đường mỗi năm, hoặc 33,1 kilôgam (73 lb) ở các nước phát triển, tương đương với hơn 260 calo thực phẩm mỗi ngày. Khi tiêu thụ đường tăng lên trong phần sau của thế kỷ 20, các nhà nghiên cứu bắt đầu kiểm tra xem một chế độ ăn nhiều đường, đặc biệt là đường tinh luyện, có gây hại cho sức khỏe con người hay không. Tiêu thụ quá nhiều đường có liên quan đến sự khởi phát của bệnh béo phì, tiểu đường, bệnh tim mạch, mất trí nhớ và sâu răng. Nhiều nghiên cứu đã cố gắng làm rõ những tác động đó, nhưng với kết quả khác nhau, chủ yếu là do khó tìm được quần thể để sử dụng làm đối chứng tiêu thụ ít hoặc không đường. Vào năm 2015, Tổ chức Y tế Thế giới khuyến nghị người lớn và trẻ em nên giảm lượng đường tự do xuống dưới 10% và khuyến khích giảm xuống dưới 5% tổng lượng năng lượng của họ.

## Lịch sử

### Thế giới cổ đại đến Phục hưng

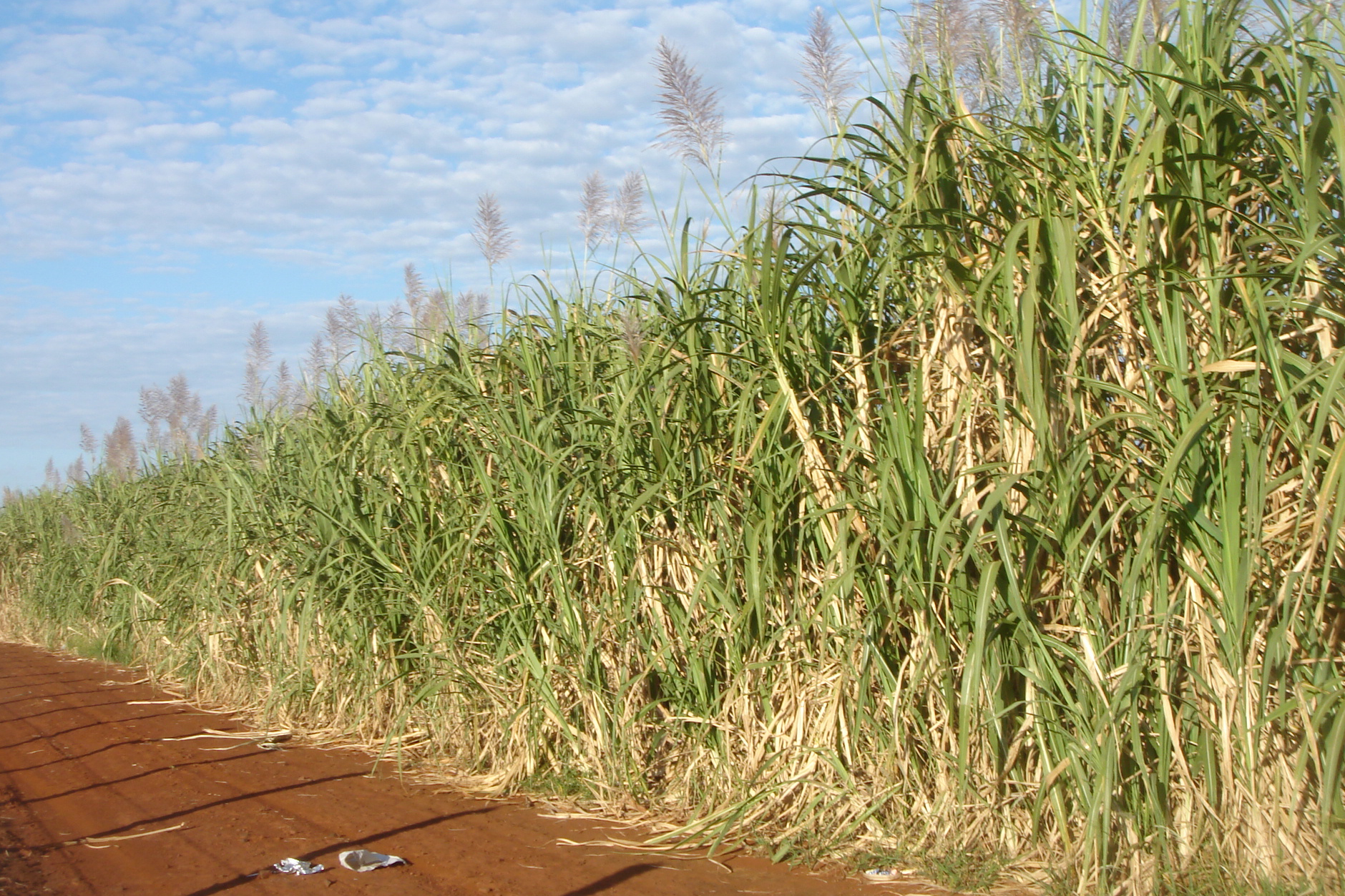
Nông trại trồng mía

#### Châu Á
Đường được sản xuất ở tiểu lục địa Ấn Độ  từ thời cổ đại và việc trồng trọt của nó lan rộng từ đó sang Afghanistan hiện đại thông qua đèo Khyber. Nó không dồi dào cũng không rẻ trong thời gian đầu, và ở hầu hết các nơi trên thế giới, mật ong thường được sử dụng để làm ngọt. Ban đầu, người ta nhai mía thô để chiết xuất vị ngọt của nó. Mía là một nguồn gốc của tiểu lục địa Ấn Độ nhiệt đới (Nam Á) và Đông Nam Á.
Các loài khác nhau dường như có nguồn gốc từ các địa điểm khác nhau với sacarum barberi có nguồn gốc từ Ấn Độ và S. edule và S. docinarum đến từ New Guinea. Một trong những tài liệu tham khảo lịch sử sớm nhất về cây mía là trong các bản thảo của Trung Quốc có niên đại từ thế kỷ thứ 8 trước Công nguyên, trong đó nêu rõ việc sử dụng mía có nguồn gốc từ Ấn Độ.
Theo truyền thống của y học Ấn Độ (āyurveda), cây mía được biết đến với cái tên Ikṣu và nước mía được gọi là Phāṇita. Giống, từ đồng nghĩa và đặc điểm của nó được định nghĩa trong nighaṇṭus như Bhāvaprakāśa (1.6,23, nhóm của các cây mía). Đường vẫn tương đối không quan trọng cho đến khi người Ấn Độ phát hiện ra các phương pháp biến nước mía thành tinh thể dạng hạt dễ dàng hơn để lưu trữ và vận chuyển. Đường kết tinh được phát hiện vào thời của Imperial Guptas, vào khoảng thế kỷ thứ 5 sau Công nguyên. Trong ngôn ngữ Ấn Độ địa phương, những tinh thể này được gọi là khanda (Devanagari: खण डखण, Khaṇḍa), là nguồn gốc của từ kẹo. Các thủy thủ Ấn Độ, những người mang bơ và đường làm rõ nguồn cung cấp, đã giới thiệu kiến thức về đường dọc theo các tuyến đường thương mại khác nhau mà họ đi qua.
Các nhà sư du hành Phật giáo đã đưa các phương pháp kết tinh đến Trung Quốc. Trong suốt triều đại của Harsha (r. 606-647) ở Bắc Ấn Độ, phái viên Ấn Độ Tang Trung Quốc dạy phương pháp trồng mía sau khi Đường Thái Tông (r. 626-649) làm cho biết như sự quan tâm của mình trong đường. Trung Quốc thành lập đồn điền mía đầu tiên vào thế kỷ thứ bảy. Các tài liệu của Trung Quốc xác nhận ít nhất hai nhiệm vụ đến Ấn Độ, được khởi xướng vào năm 647 CE, để có được công nghệ tinh chế đường. Ở tiểu lục địa Ấn Độ, Trung Đông và Trung Quốc, đường trở thành một mặt hàng chủ yếu trong nấu ăn và tráng miệng.

#### Châu Âu

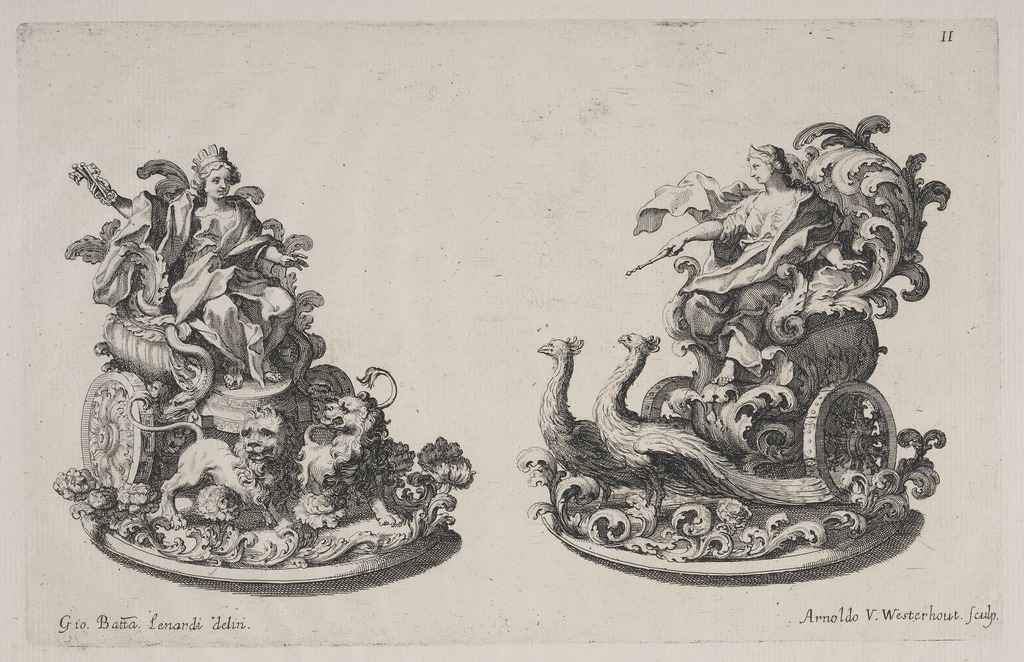
Hai món triomfi đường tinh xảo của các nữ thần cho bữa tối do Bá tước Castlemaine, Đại sứ Anh tại Rome, 1687 trao tặng

Nearchus, đô đốc của Alexander xứ Macedonia, biết về đường trong năm 325 trước Công nguyên, vì ông tham gia vào chiến dịch của Ấn Độ do Alexander (Arrian, Anabocation) lãnh đạo. Bác sĩ Hy Lạp Pedanius Dioscorides vào thế kỷ 1 CE đã mô tả đường trong chuyên luận y học của ông De Materia Medica, và Pliny the Elder, một người La Mã thế kỷ 1, đã mô tả đường trong Lịch sử tự nhiên của ông: "Đường cũng được sản xuất ở Ả Rập, nhưng đường Ấn Độ thì tốt hơn. Nó là một loại mật ong được tìm thấy trong cây mía, màu trắng như kẹo cao su, và nó giòn giữa răng. Nó đi kèm trong kích thước của một cây phỉ. Đường chỉ được sử dụng cho mục đích y tế." 
Thập tự quân đã mang đường trở lại châu Âu sau các chiến dịch của họ ở Thánh địa, nơi họ bắt gặp các đoàn lữ hành mang theo "muối ngọt". Đầu thế kỷ 12, Venice đã mua lại một số ngôi làng gần Tyre và thành lập các khu vực sản xuất đường để xuất khẩu sang châu Âu. Nó bổ sung việc sử dụng mật ong, trước đây là chất làm ngọt duy nhất có sẵn. Biên niên sử thập tự chinh William of Tyre, viết vào cuối thế kỷ 12, đã mô tả đường là "rất cần thiết cho việc sử dụng và sức khỏe của nhân loại". Vào thế kỷ 15, Venice là trung tâm phân phối và tinh chế đường chính ở châu Âu.
Có một sự thay đổi mạnh mẽ vào giữa thế kỷ 15, khi Madeira và Quần đảo Canary được những người châu Âu định cư, và mía đường được trồng ở đó. Sau đó, một "niềm đam mê tiêu thụ tất cả đối với đường... quét qua xã hội" khi nó trở nên dễ dàng hơn rất nhiều, mặc dù ban đầu vẫn còn rất đắt đỏ. Đến năm 1492, Madeira đã sản xuất hơn ba triệu pound đường mỗi năm. Genova, một trong những trung tâm phân phối, được biết đến với kẹo trái cây, trong khi Venice chuyên về bánh ngọt, kẹo (kẹo) và điêu khắc đường. Đường được coi là "dược phẩm quý giá" như một loại thực phẩm "ấm" trong các loại phổ biến, là "hữu ích cho dạ dày, chữa các bệnh cảm lạnh và làm dịu các bệnh về phổi".
Một bữa tiệc được đưa ra trong các chuyến tham quan vào năm 1457 bởi Gaston de Foix, đó là "có lẽ là ghi chép chi tiết nhất và đầy đủ nhất mà chúng ta có về một bữa tiệc cuối thời trung cổ" bao gồm đề cập đầu tiên về các tác phẩm điêu khắc đường, vì thức ăn cuối cùng được mang đến là "một món tráng miệng được điêu khắc trong đường: sư tử, stags, khỉ... mỗi người cầm trong tay hoặc mỏ cánh tay của nhà vua Hungary ". Các bữa tiệc lớn được ghi nhận trong những thập kỷ sau bao gồm các phần tương tự. Ban đầu các tác phẩm điêu khắc dường như đã được ăn trong bữa ăn, nhưng sau đó chúng chỉ trở thành đồ trang trí bàn, công phu nhất được gọi là triomfi. Một số nhà điêu khắc quan trọng được biết là đã sản xuất chúng; trong một số trường hợp bản vẽ sơ bộ của họ tồn tại. Những người đầu tiên là trong đường nâu, một phần đúc trong khuôn, với những chạm cuối cùng được chạm khắc. Chúng tiếp tục được sử dụng cho đến khi ít nhất là Lễ đăng quang cho Edward VII của Vương quốc Anh vào năm 1903; ngoài các tác phẩm điêu khắc khác, mỗi khách được tặng một vương miện làm từ đường để mang về.

### Lịch sử hiện đại

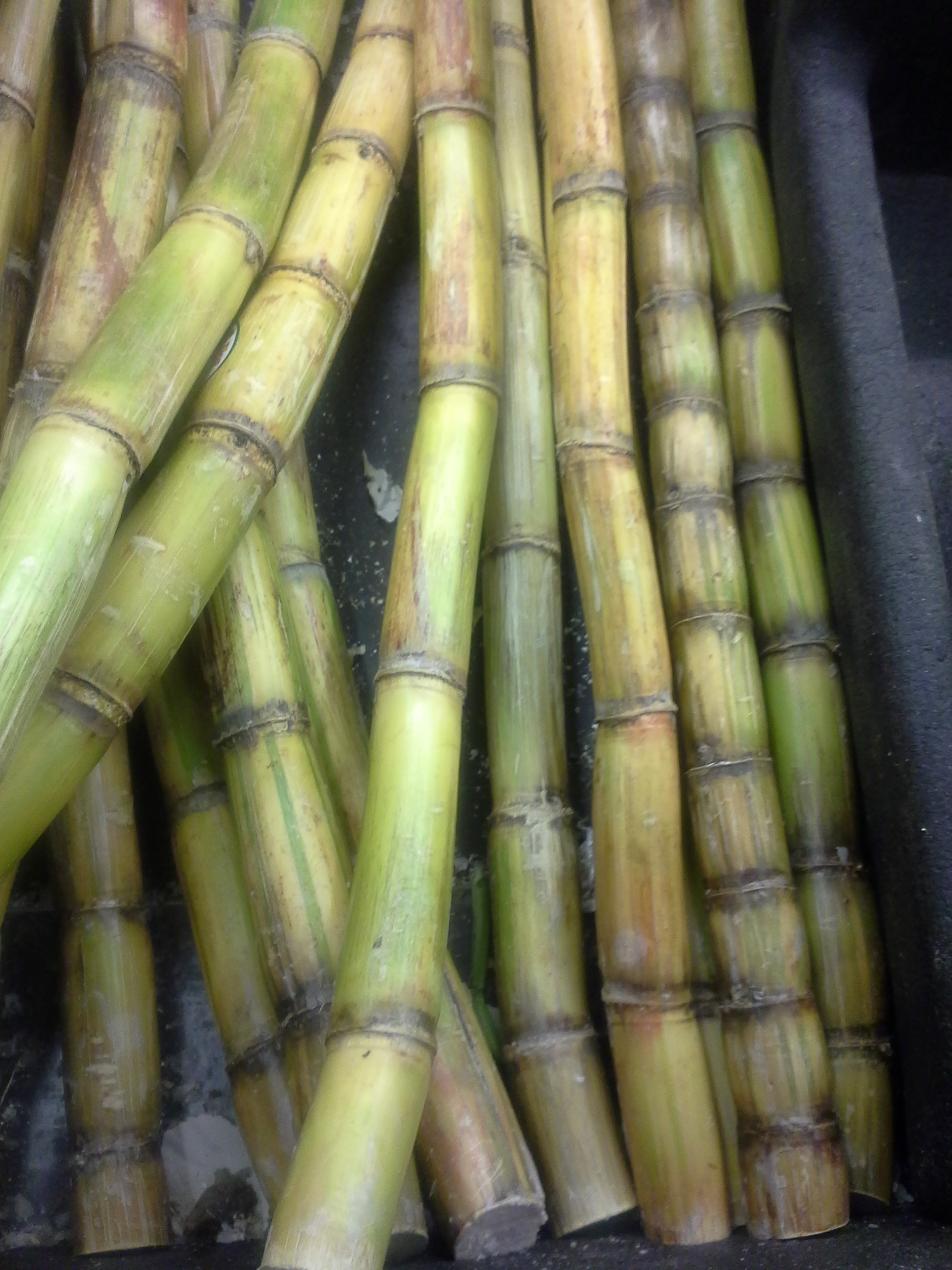
Đây là hình ảnh cận cảnh của cây mía. Nhu cầu về đường đã giúp tạo ra hệ thống thuộc địa ở những vùng trồng mía có lợi nhuận.

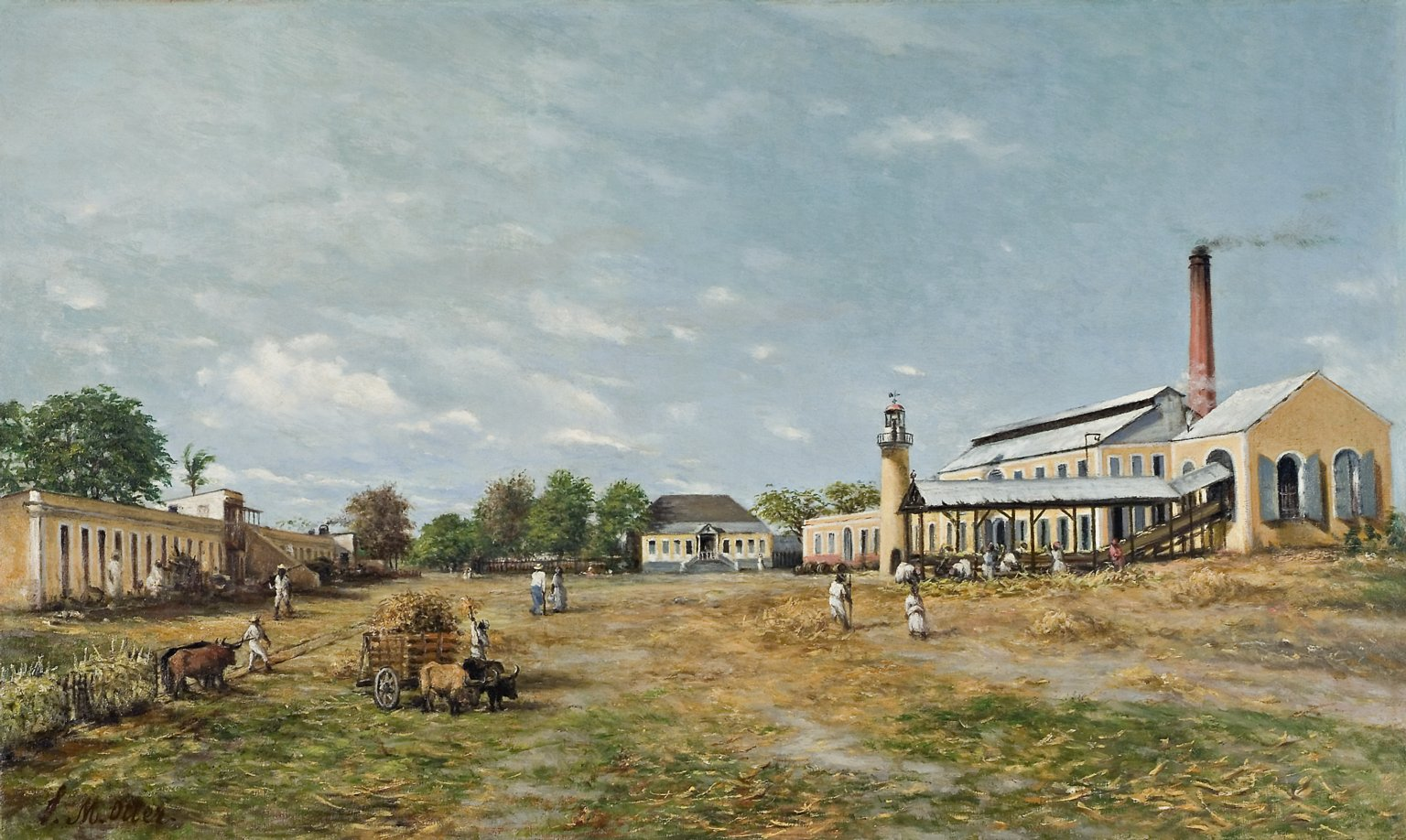
Hacava La Fortuna. Một khu nhà máy đường ở Puerto Rico, được vẽ bởi Francisco Oller vào năm 1885, Bảo tàng Brooklyn

Vào tháng 8 năm 1492, Christopher Columbus đưa cây mía ở La Gomera thuộc Quần đảo Canary, đến Thế giới mới, dẫn đến sự ra đời của các vùng trồng mía tại châu Mỹ. Việc giâm cành được trồng và vụ thu hoạch mía đầu tiên ở Hispaniola diễn ra vào năm 1501. Nhiều nhà máy đường đã được xây dựng ở Cuba và Jamaica vào những năm 1520. Người Bồ Đào Nha đã đưa mía đến Brazil. Đến năm 1540, đã có 800 nhà máy đường mía ở đảo Santa Catarina và 2.000 nhà máy khác ở bờ biển phía bắc Brazil, Demarara và Surinam.

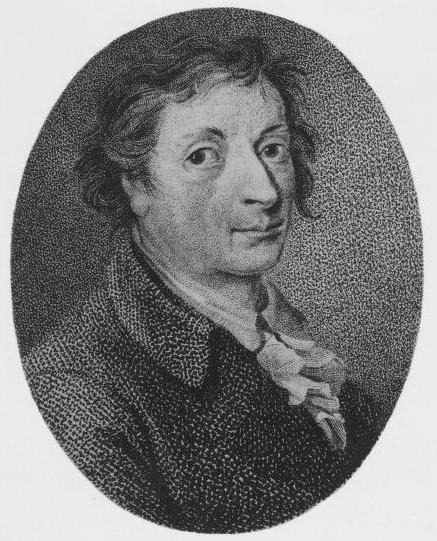
Các nhà hóa học người Đức Andreas Sigismund Marggraf và Franz Karl Achard (ảnh) đều đặt nền móng cho ngành công nghiệp đường hiện đại

Đường là một thứ xa xỉ ở châu Âu cho đến đầu thế kỷ 19, khi nó trở nên phổ biến rộng rãi hơn, do sự gia tăng của đường củ cải ở Phổ, và sau đó là ở Pháp dưới thời Napoleon. Đường củ cải là một phát minh của Đức, kể từ năm 1747, Andreas Sigismund Marggraf tuyên bố phát hiện ra đường trong củ cải đường và nghĩ ra một phương pháp sử dụng rượu để chiết xuất nó. Sinh viên của Marggraf, Franz Karl Achard, đã nghĩ ra một phương pháp công nghiệp kinh tế để chiết xuất đường ở dạng nguyên chất vào cuối thế kỷ 18. Achard lần đầu tiên sản xuất đường củ cải vào năm 1783 tại Kaulsdorf vào năm 1801, cơ sở sản xuất đường củ cải đầu tiên trên thế giới được thành lập tại Cunern, Silesia (sau đó là một phần của Phổ). Các tác phẩm của Marggraf và Achard là điểm khởi đầu cho ngành công nghiệp đường ở châu Âu, và cho ngành công nghiệp đường hiện đại nói chung, vì đường không còn là sản phẩm xa xỉ và là sản phẩm hầu như chỉ được sản xuất ở vùng khí hậu ấm hơn.
Đường trở nên rất phổ biến và đến thế kỷ 19, đường đã được coi là một thực phẩm cần thiết. Sự phát triển của hương vị và nhu cầu đối với đường như một thành phần thực phẩm thiết yếu dẫn đến những thay đổi lớn về kinh tế và xã hội. Nhu cầu đã thúc đẩy, một phần, việc thực dân hóa các hòn đảo nhiệt đới và các khu vực nơi các đồn điền mía thâm dụng lao động và sản xuất đường có thể thành công. Nhu cầu lao động giá rẻ để thực hiện canh tác và chế biến thâm dụng lao động làm tăng nhu cầu buôn bán nô lệ từ Châu Phi (đặc biệt là Tây Phi).
Sau khi chế độ nô lệ bị bãi bỏ, nhu cầu về công nhân ở các thuộc địa Caribbean của Anh đã được lấp đầy bởi những người lao động được bảo hiểm từ tiểu lục địa Ấn Độ (đặc biệt là Ấn Độ). Hàng triệu nô lệ và những người lao động được bảo hiểm đã được đưa vào vùng biển Caribbean và châu Mỹ, thuộc địa Ấn Độ Dương, đông nam châu Á, quần đảo Thái Bình Dương, và Đông Phi và Natal. Do đó, sự pha trộn dân tộc hiện đại của nhiều quốc gia đã được định cư trong hai thế kỷ qua đã bị ảnh hưởng bởi nhu cầu về đường.
Đường cũng dẫn đến một số công nghiệp hóa các khu vực trồng mía. Ví dụ, vào những năm 1790, Trung úy J. Paterson, thuộc cơ sở ở Bengal, đã quảng bá cho Chính phủ Anh ý tưởng rằng cây mía có thể phát triển ở Ấn Độ thuộc Anh, nơi nó đã bắt đầu, với nhiều lợi thế và chi phí thấp hơn ở Tây Ấn. Do đó, các nhà máy đường được thành lập ở Bihar ở miền đông Ấn Độ. Trong Chiến tranh Napoléon, sản lượng củ cải đường tăng ở lục địa châu Âu do khó nhập khẩu đường khi vận chuyển bị phong tỏa. Đến năm 1880, củ cải đường là nguồn cung cấp đường chính ở châu Âu. Nó cũng được trồng ở Lincolnshire và các vùng khác của Anh, mặc dù Vương quốc Anh vẫn tiếp tục nhập khẩu phần đường chính từ các thuộc địa của mình.
Cho đến cuối thế kỷ XIX, đường đã được mua theo từng khối lớn, phải cắt bằng cách sử dụng dụng cụ gọi là dao cắt đường. Trong những năm sau đó, đường cát thường được bán trong túi. Khối lớn đường được sản xuất vào thế kỷ XIX. Nhà phát minh đầu tiên của một quá trình sản xuất đường ở dạng khối là Moravian Jakub Kryštof Rad, giám đốc một công ty đường ở Dačice. Ông bắt đầu sản xuất khối đường sau khi được cấp bằng sáng chế năm năm cho quy trình vào ngày 23 tháng 1 năm 1843. Henry Tate của Tate & Lyle là một nhà sản xuất đầu tiên của các viên đường tại nhà máy lọc dầu của ông ở Liverpool và London. Tate đã mua một bằng sáng chế cho sản xuất khối đường từ Đức Eugen Langen, người vào năm 1872 đã phát minh ra một phương pháp chế biến tinh thể khối đường khác nhau.
Đường được phân phối theo khẩu phần trong Thế chiến I và khắt khe hơn trong Thế chiến II. Điều này dẫn đến sự phát triển và sử dụng các chất làm ngọt nhân tạo khác nhau.

## Hóa học

Sucrose: một disacarit của glucose (trái) và fructose (phải), các phân tử quan trọng trong cơ thể.

Về mặt khoa học, đường liên quan đến một số carbohydrate, chẳng hạn như monosacarit, disacarit hoặc oligosacarit. Monosacarit còn được gọi là "đường đơn", quan trọng nhất là glucose. Hầu hết các monosacarit có công thức là C
nH
2nO
n với n từ 3 đến 7 (deoxyribose là một ngoại lệ). Glucose có công thức phân tử C
6H
12O
6. Tên của các loại đường điển hình kết thúc bằng - ose, như trong " glucose " và " fructose ". Đôi khi những từ như vậy cũng có thể đề cập đến bất kỳ loại carbohydrate hòa tan trong nước. Các mono- và disacarit mạch vòng có chứa nhóm aldehyd hoặc nhóm xeton. Các liên kết đôi carbon-oxy (C=O) là trung tâm phản ứng. Tất cả các sacarit có nhiều vòng trong cấu trúc của chúng là kết quả của hai hoặc nhiều monosacarit được nối với nhau bằng liên kết glycosid với sự mất đi một phân tử nước (H
2O) trong mỗi liên kết.
Monosacarit ở dạng chuỗi kín có thể hình thành liên kết glycosid với các monosacarit khác, tạo ra disacarit (như sucrose) và polysacarit (như tinh bột). Enzyme phải thủy phân hoặc phá vỡ các liên kết glycosid này trước khi các hợp chất đó được chuyển hóa. Sau khi tiêu hóa và hấp thu các monosacarit chính có trong máu và các mô bên trong bao gồm glucose, fructose và galactose. Nhiều pentose và hexoses có thể tạo thành cấu trúc vòng. Trong các dạng chuỗi kín này, nhóm aldehyd hoặc ketone vẫn không tự do, vì vậy nhiều phản ứng điển hình của các nhóm này không thể xảy ra. Glucose trong dung dịch tồn tại chủ yếu ở dạng vòng ở trạng thái cân bằng, với ít hơn 0,1% các phân tử ở dạng chuỗi mở.

### Polyme tự nhiên
Biopolyme của đường là phổ biến trong tự nhiên. Thông qua quá trình quang hợp, thực vật tạo ra glyceraldehyd-3-phosphate (G3P), một loại đường 3-bon được phosphat hóa được sử dụng để tạo ra các monosacarit như glucose (C
6H
12O
6) hoặc (như trong mía và củ cải đường) sucrose (C
12H
22O
11). Monosacarit có thể được chuyển đổi thành các polysacarit cấu trúc như cellulose và pectin để xây dựng thành tế bào hoặc dự trữ năng lượng dưới dạng polysacarit lưu trữ như tinh bột hoặc inulin. Tinh bột, bao gồm hai loại polymer khác nhau của glucose, là một dạng năng lượng hóa học dễ phân hủy được lưu trữ bởi các tế bào và có thể được chuyển đổi thành các loại năng lượng khác. Một polymer khác của glucose là cellulose, là một chuỗi tuyến tính bao gồm vài trăm hoặc hàng nghìn đơn vị glucose. Nó được thực vật sử dụng như một thành phần cấu trúc trong thành tế bào của chúng. Con người chỉ có thể tiêu hóa cellulose ở một mức độ rất hạn chế, mặc dù động vật nhai lại có thể làm như vậy với sự trợ giúp của vi khuẩn cộng sinh trong ruột của chúng. DNA và RNA được xây dựng từ các monosacarit deoxyribose và ribose, tương ứng. Deoxyribose có công thức C
5H
10O
4 và ribose có công thức C
5H
10O
5.

### Tính dễ cháy và phản ứng nhiệt

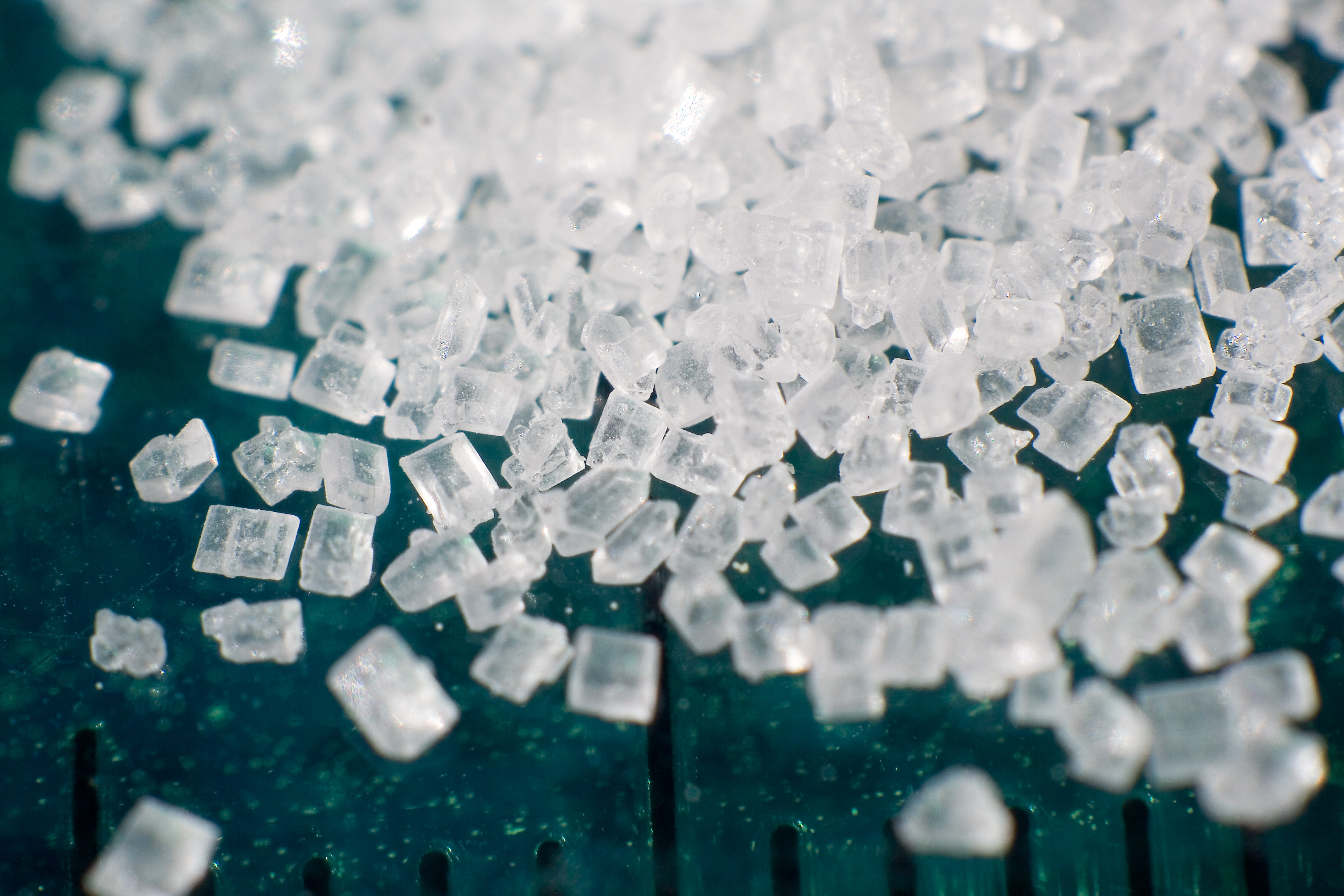
Hình phóng đại của hạt sucrose tinh chế, loại đường tự do phổ biến nhất.

Do đường dễ cháy khi tiếp xúc với ngọn lửa, nên việc xử lý đường có nguy cơ nổ bụi. Nguy cơ nổ cao hơn khi đường đã được nghiền thành kết cấu siêu mịn, chẳng hạn như để sử dụng trong kẹo cao su. Vụ nổ nhà máy đường Georgia năm 2008, khiến 14 người thiệt mạng và 40 người bị thương, và phá hủy hầu hết các nhà máy tinh chế đường, là do sự đánh lửa của bụi đường.
Trong sử dụng ẩm thực của nó, đường tiếp xúc với nhiệt tạo ra caramen. Khi quá trình xảy ra, các hóa chất dễ bay hơi như diacetyl được giải phóng, tạo ra hương vị caramel đặc trưng.

## Các loại đường
Các loại đường chính là sucrose, lactose, và fructose. Ngoài ra còn có đường hóa học là những chất ngọt tổng hợp.
| Lớp (DP*)               | Phân nhóm                   | Các thành phần                                                                  |
| ----------------------- | --------------------------- | ------------------------------------------------------------------------------- |
| Đường (thực phẩm) (1-2) | Monosaccharides (đường đơn) | Glucose, galactose, fructose (đường trái cây)                                   |
| Đường (thực phẩm) (1-2) | Disaccharides               | Saccarose (đường mía), lactose (đường sữa), maltose (đường mạch nha), trehalose |
| Đường (thực phẩm) (1-2) | Polyols                     | Sorbitol, mannitol                                                              |

DP * = Degree of polymerization (mức độ trùng hợp)

## Tính chất
Một vài loại đường khiến vị giác của con người cảm thấy vị là ngọt.

## Sử dụng trong thực phẩm
Đường có vị ngọt như đường mía lấy từ mía hoặc củ cải đường, fructose lấy từ trái cây, mật ong... và trong nhiều nguồn khác. Đường ngọt là một loại thức ăn cơ bản, là nguyên liệu chính để làm gia vị cho các món ăn, làm mứt, kẹo và các món tráng miệng.

## Ảnh hưởng sức khỏe
Các nghiên cứu cho thấy mối liên hệ tiềm tàng giữa sử dụng đường ngọt và các vấn đề sức khỏe, bao gồm béo phì và sâu răng. Sử dụng quá mức đường có liên quan đến bệnh tiểu đường loại 2, béo phì, gia tăng bệnh tim và làm cho các tế bào ung thư phát triển nhanh hơn.

### Sâu răng
Sâu răng chứng tỏ là một vấn đề nổi bật về sức khỏe có liên quan đến việc sử dụng đường. Các vi khuẩn trong miệng như Streptococcus mutans sống trong các mảng bám trên răng và biến đổi đường thành acid lactic. Với nồng độ cao của acid trên bề mặt răng có thể làm mất chất khoáng của răng.

### Tiểu đường
Tiểu đường, căn bệnh làm cho cơ thể chuyển hóa đường kém đi, xảy ra do:
1. Cơ thể tấn công các tế bào tạo insulin, hóa chất cần thiết để chuyển hóa đường trong tế bào (tiểu đường loại 1)
2. Các tế bào không nhận insulin (tiểu đường loại 2)

Khi glucose tích lũy trong máu, nó có thể gây ra hai vấn đề:
1. Trong ngắn hạn, tế bào trở nên thiếu năng lượng vì nó không thể nhận glucose.
2. Trong dài hạn, glucose tích lũy thường xuyên trong máu gây tăng acid trong máu, làm tổn thương nhiều cơ quan, bao gồm mắt, thận, thần kinh và tim.

Các nhà chức trách khuyến cáo bệnh nhân tiểu đường tránh dùng thực phẩm chứa nhiều đường để ngăn các phản ứng có hại.

### Béo phì
Béo phì có thể là kết quả của nhiều tác nhân, bao gồm:
- Ăn nhiều thực phẩm chứa năng lượng cao — nhiều mỡ và đường nhưng ít vitamin, khoáng chất và nguyên tố vi lượng (xem khuyến cáo của Liên Hợp Quốc bên dưới)
- Giảm các hoạt động của cơ thể[64].

Các thăm dò ở Mỹ cho thấy số người Mỹ tăng mức năng lượng lấy từ carbohydrates và giảm mức năng lượng lấy từ chất béo khi béo phì hơn. Điều này cho thấy béo phì liên quan đến tiêu thụ đường nhiều hơn là liên quan đến tiêu thụ chất béo, và tăng lượng đường trong khi giảm chất béo dẫn đến tăng sự béo phì.

### Gout
Các nhà nghiên cứu cũng chỉ ra nước uống chứa nhiều đường fructose trong một số trường hợp gây đau ở các khớp (bệnh gout).

## Sản xuất
Dùng cây mía, thường được trồng nhiều ở vùng nhiệt đới, để lấy đường là phổ biến nhất. Ở một số nước, người ta còn sử dụng củ cải đường hay thốt nốt để lấy đường.

## Tính chất hóa học
Đường dễ bị phân hủy thành Glucose và Fructose khi có sự xuất hiện của nước cùng với nhiệt độ và axit; đường cháy thành dạng lỏng, màu đen.